# Tressaint
Tressaint est une ancienne commune française des Côtes-du-Nord associée à Lanvallay depuis 1973.

## Histoire

### Le Moyen Âge
La paroisse de Tressaint faisait partie du doyenné de Dol relevant de l'évêché de Dol.

### La Révolution
Elle est érigée en commune en 1790. Elle est d'abord rattachée à la commune de Léhon en 1803, mais elle s'en détache en 1807, pour rejoindre la commune de Lanvallay. Elle est détachée de cette dernière en 1828.

### LeXXesiècle

#### Les guerres duXXesiècle
Le monument aux Morts porte les noms des 24 soldats morts pour la Patrie :
- 23 sont morts durant la Première Guerre mondiale.
- 1 est mort durant la Seconde Guerre mondiale.

#### L'administration communale
Depuis le 1er janvier 1973, Tressaint devient une commune associée de Lanvallay, tout comme Saint-Solen. La fusion simple des trois communes a été votée en 2012.

## Politique et administration
| Période                                  | Période | Identité         | Étiquette | Qualité |
| ---------------------------------------- | ------- | ---------------- | --------- | ------- |
| 1790                                     |         | Louis Ambroise   |           | Prieur  |
| 2008                                     | 2012    | Jean-Pierre Roze |           |         |
| Les données manquantes sont à compléter. |         |                  |           |         |

## Foyer de charité
À Tressaint se trouve une communauté catholique appartenant aux Foyers de charité.
En 2018, les Foyers de charité dévoilent qu'André Marie Van Der Borght, fondateur du Foyer de charité de Tressaint en 1966, a eu des gestes déplacés et des comportements inappropriés à l'égard de plusieurs femmes,. Ce sont près de 90 femmes qui affirment avoir été agressées sexuellement.

## Galerie

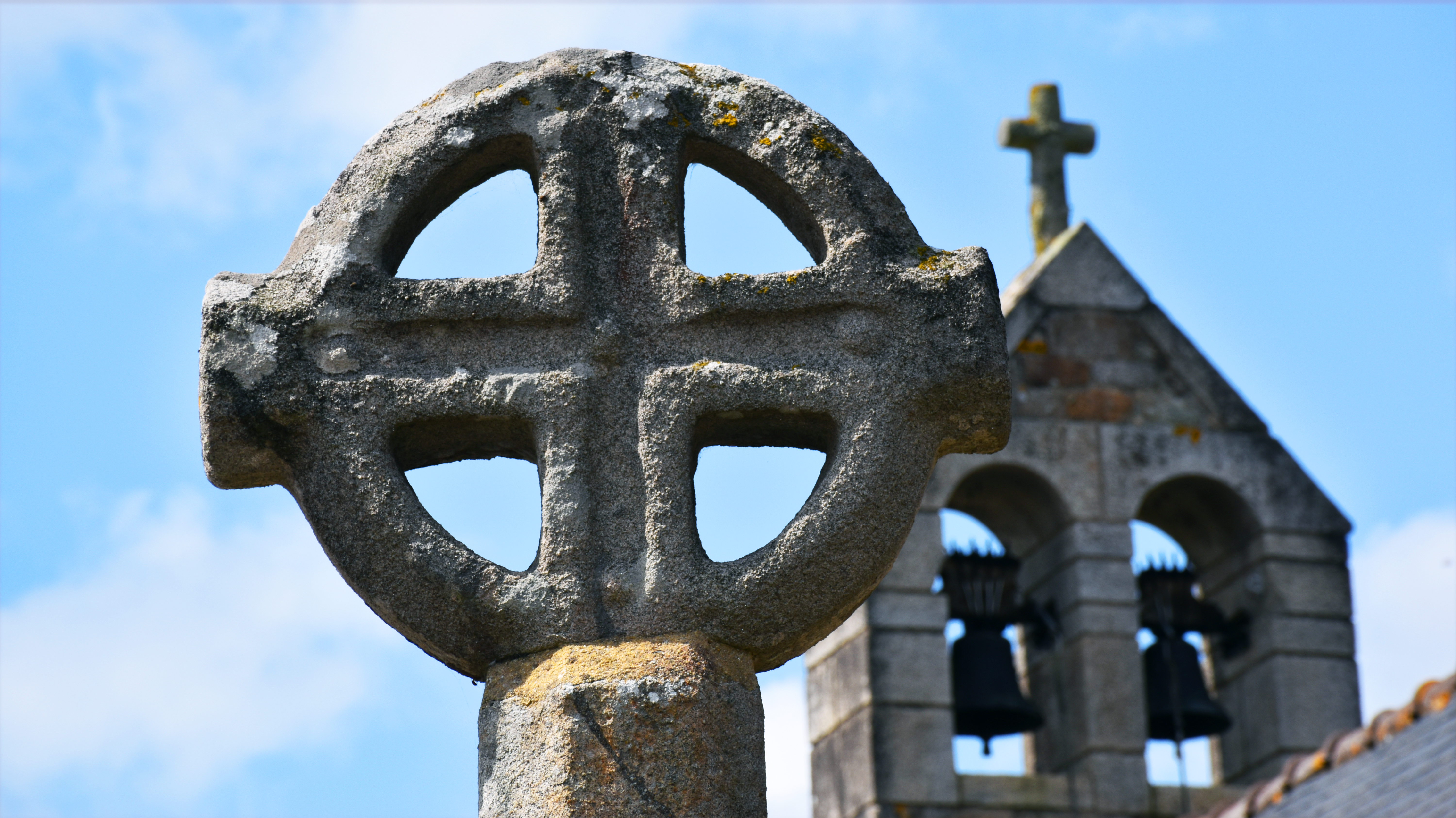
Tressaint - Croix Celtique.
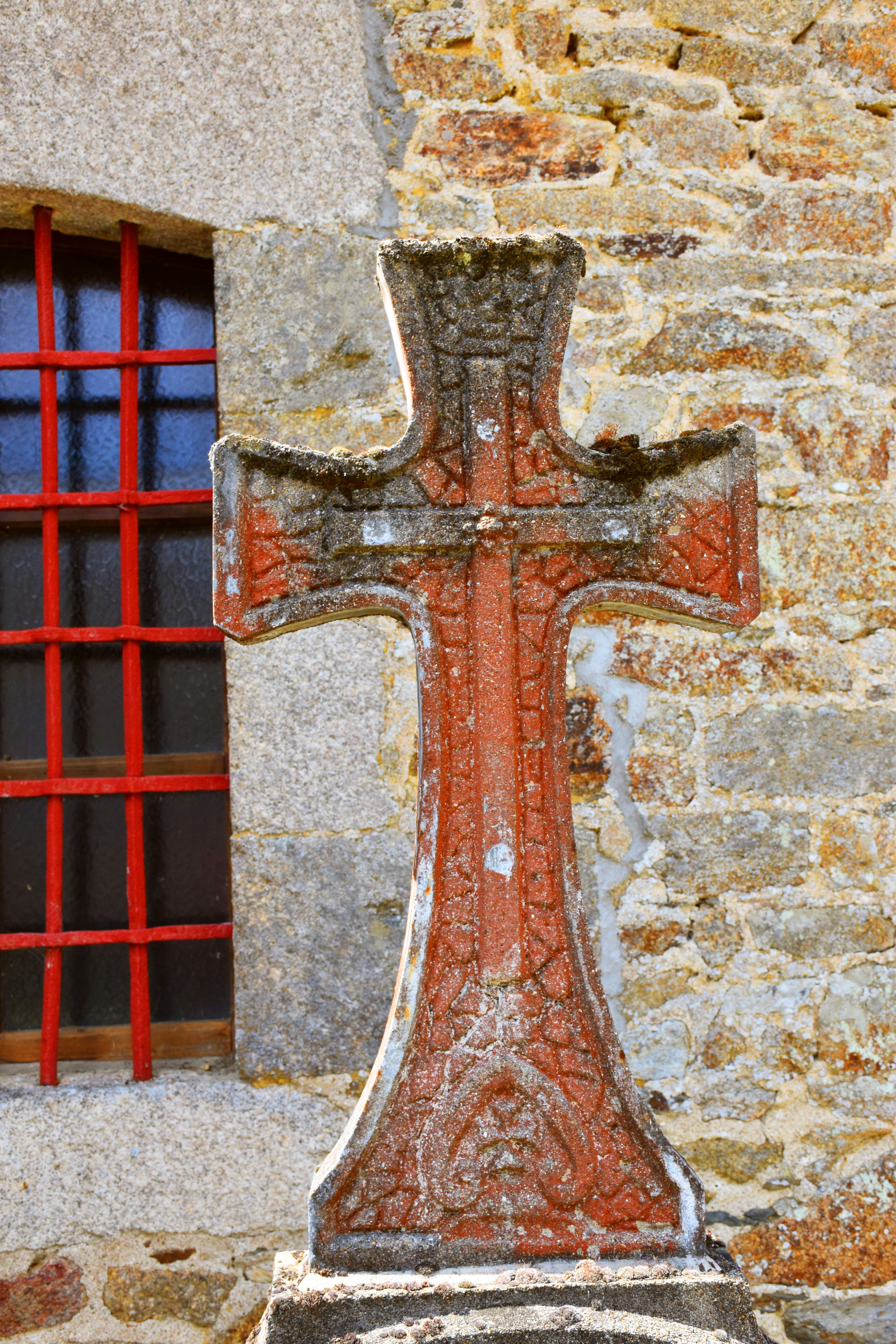
Tressaint - Croix dans le cimetière.